# 贝蒂西圣马丹
贝蒂西圣马丹（法語：Béthisy-Saint-Martin，法語發音：[betizi sɛ̃ maʁtɛ̃]）是法国瓦兹省的一个市镇，位于该省东部略偏南，属于桑利斯区。

## 地名
法语人名在日常人名译名以及《世界人名翻譯大辭典》、《法语姓名译名手册》等主流人名译名类书籍资料中多译作“马丁”，不过在《世界地名翻译大辞典》、《世界地名译名词典》和《法国地图册》等主流地名译名类书籍资料中多译作“马丹”。

## 地理
贝蒂西圣马丹（49°17'41"N, 2°48'55"E）面积9.82 平方千米，位于法国上法蘭西大區瓦兹省，该省份为法国北部内陆省份，北起索姆省，西接厄尔省和滨海塞纳省，南至塞纳-马恩省和瓦兹河谷省，东临埃纳省。
与贝蒂西圣马丹接壤的市镇（或旧市镇、城区）包括：格莱涅、贝蒂西圣皮埃尔、内里、奥鲁伊、罗克蒙。
贝蒂西圣马丹的时区为UTC+01:00、UTC+02:00（夏令时）。

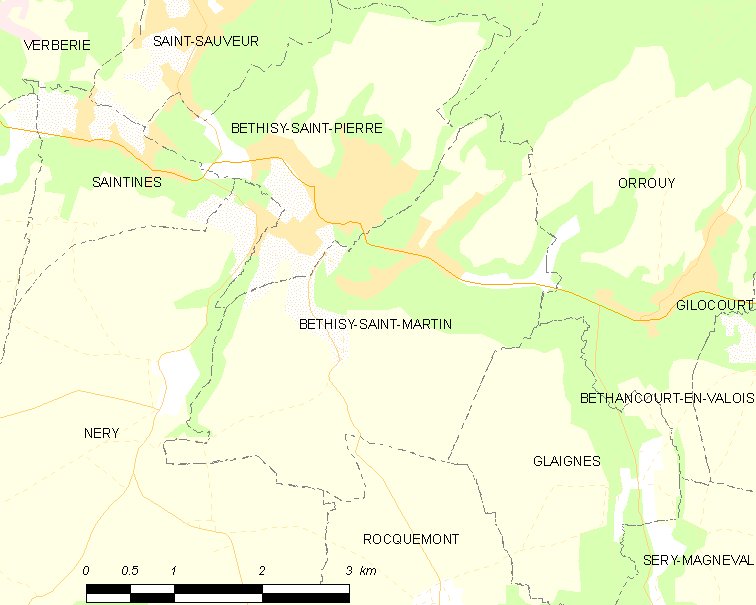
贝蒂西圣马丹的OSM定位图

## 行政
贝蒂西圣马丹的邮政编码为60320，INSEE市镇编码为60067。

## 政治
贝蒂西圣马丹所属的省级选区为瓦卢瓦地区克雷皮县。

## 人口

1962-2008年间贝蒂西圣马丹人口变化图示

贝蒂西圣马丹于2022年1月1日时的人口数量为992人。